# Svensk- og tosprogede kommuner i Finland
Dette er en liste over finske byer og kommuner hvor svensk har officiel status på kommuneniveau.
91,5 % af befolkningen i Finland taler finsk, og 5,5 % svensk (pr. 31. december 2006). Begge sprog er officielle. På lokalt niveau kan hver kommune bruge finsk, svensk eller være tosproget. Den finske sproglov siger at kommunen skal være tosproget hvis mere end 8 % af befolkningen, eller mindst 3.000, taler finsk (i svensksprogede kommuner) eller svensk (i finsksprogede kommuner). En tidligere tosproget kommune beholder denne status indtil procentandelen ryger under 6 %, men en kommune kan også vælge at beholde den tosprogede status også hvis andelen ryger under 6 %. Lojo er den eneste kommune som har benyttet sig af denne mulighed hidtil. Reglen om 3.000 talere blev indført på grund af at den svensksprogede minoritet i Åbo (omkring 9.000 personer) var mindre end 6 % af befolkningen. Reglen træder også ind i Vanda, hvor der er 6.000 svensksprogede; andre kommuner er tosprogede på grund af procentreglen.
Sprogloven gælder ikke på Åland, et selvstyret len som er ensproget svensk.
Under de nuværende regler, som gælder frem til 2012, er 19 af 416 finske kommuner ensproget svenske, og 43 er tosproget. Af disse 43 har 22 en svensksproget majoritet og 21 en finsksproget. De andre 354 kommuner er ensproget finske.
Bortset fra Åland er de svensktalende områder koncentreret på vestkysten af Mellersta Österbotten, Österbotten og Södra Österbotten, på sydkysten i landskaberne Nyland og Östra Nyland, og landskabet Egentliga Finland.

## Liste
Sprogkoder:
- sv = ensproget svensk
- sv–fi = tosproget, svensk majoritet
- fi–sv = tosproget, finsk majoritet

| Svensk navn  | Finsk navn         | Sprog | Svensksproget andel (pr. 31. december 2006) | Landskab              |
| ------------ | ------------------ | ----- | ------------------------------------------- | --------------------- |
| Borgå        | Porvoo             | fi–sv | 32,2 %                                      | Östra Nyland          |
| Brändö       | Brändö             | sv    | 86,1 %                                      | Åland                 |
| Dragsfjärd   | Dragsfjärd         | sv–fi | 74,6 %                                      | Egentliga Finland     |
| Eckerö       | Eckerö             | sv    | 90,4 %                                      | Åland                 |
| Ekenäs       | Tammisaari         | sv–fi | 81,7 %                                      | Nyland                |
| Esbo         | Espoo              | fi–sv | 8,5 %                                       | Nyland                |
| Finby        | Särkisalo          | fi–sv | 10,6 %                                      | Egentliga Finland     |
| Finström     | Finström           | sv    | 94,6 %                                      | Åland                 |
| Föglö        | Föglö              | sv    | 91,1 %                                      | Åland                 |
| Geta         | Geta               | sv    | 92 %                                        | Åland                 |
| Grankulla    | Kauniainen         | fi–sv | 38,8 %                                      | Nyland                |
| Hammarland   | Hammarland         | sv    | 95,9 %                                      | Åland                 |
| Hangö        | Hanko              | fi–sv | 43,7 %                                      | Nyland                |
| Helsingfors  | Helsinki           | fi–sv | 6,1 %                                       | Nyland                |
| Houtskär     | Houtskari          | sv–fi | 87 %                                        | Egentliga Finland     |
| Ingå         | Inkoo              | sv–fi | 58 %                                        | Nyland                |
| Iniö         | Iniö               | sv–fi | 70,4 %                                      | Egentliga Finland     |
| Jakobstad    | Pietarsaari        | sv–fi | 56,3 %                                      | Österbotten           |
| Jomala       | Jomala             | sv    | 92,8 %                                      | Åland                 |
| Karis        | Karjaa             | sv–fi | 59,3 %                                      | Nyland                |
| Karleby      | Kokkola            | fi–sv | 17,3 %                                      | Mellersta Österbotten |
| Kaskö        | Kaskinen           | fi–sv | 30,1 %                                      | Österbotten           |
| Kimito       | Kimiö              | sv–fi | 64,8 %                                      | Egentliga Finland     |
| Kyrkslätt    | Kirkkonummi        | fi–sv | 19,1 %                                      | Nyland                |
| Kökar        | Kökar              | sv    | 92,3 %                                      | Åland                 |
| Korpo        | Korppoo            | sv–fi | 74,8 %                                      | Egentliga Finland     |
| Korsholm     | Mustasaari         | sv–fi | 71 %                                        | Österbotten           |
| Korsnäs      | Korsnäs            | sv    | 94,6 %                                      | Österbotten           |
| Kristinestad | Kristiinankaupunki | sv–fi | 57 %                                        | Södra Österbotten     |
| Kronoby      | Kruunupy           | sv–fi | 84,5 %                                      | Österbotten           |
| Kumlinge     | Kumlinge           | sv    | 93,6 %                                      | Åland                 |
| Lappträsk    | Lapinjärvi         | fi–sv | 32,9 %                                      | Östra Nyland          |
| Larsmo       | Larsmo             | sv    | 92,9 %                                      | Österbotten           |
| Lemland      | Lemland            | sv    | 94,3 %                                      | Åland                 |
| Liljendal    | Liljendal          | sv–fi | 77 %                                        | Östra Nyland          |
| Lojo         | Lohja              | fi–sv | 4,1 %                                       | Nyland                |
| Lovisa       | Loviisa            | fi–sv | 38,3 %                                      | Östra Nyland          |
| Lumparland   | Lumparland         | sv    | 91 %                                        | Åland                 |
| Malax        | Malaahti           | sv–fi | 88,7 %                                      | Österbotten           |
| Mariehamn    | Mariehamn          | sv    | 89,2 %                                      | Åland                 |
| Mörskom      | Myrskylä           | fi–sv | 11,4 %                                      | Östra Nyland          |
| Nagu         | Nauvo              | sv–fi | 70,2 %                                      | Egentliga Finland     |
| Nykarleby    | Uusikarlepyy       | sv–fi | 90 %                                        | Österbotten           |
| Närpes       | Närpiö             | sv    | 90,5 %                                      | Österbotten           |
| Oravais      | Oravainen          | sv–fi | 83,8 %                                      | Österbotten           |
| Pargas       | Parainen           | sv–fi | 54 %                                        | Egentliga Finland     |
| Pedersöre    | Pedersören kunta   | sv–fi | 90,5 %                                      | Österbotten           |
| Pernå        | Pernaja            | sv–fi | 59,3 %                                      | Östra Nyland          |
| Pojo         | Pohja              | fi–sv | 37,6 %                                      | Nyland                |
| Pyttis       | Pyhtää             | fi–sv | 10,3 %                                      | Kymmenedalen          |
| Saltvik      | Saltvik            | sv    | 95,4 %                                      | Åland                 |
| Sibbo        | Sipoo              | fi–sv | 38,3 %                                      | Östra Nyland          |
| Sjundeå      | Siuntio            | fi–sv | 33,6 %                                      | Nyland                |
| Sottunga     | Sottunga           | sv    | 90 %                                        | Åland                 |
| Strömfors    | Ruotsinpyhtää      | fi–sv | 18,9 %                                      | Östra Nyland          |
| Sund         | Sund               | sv    | 94,2 %                                      | Åland                 |
| Vanda        | Vantaa             | fi–sv | 3,1 %                                       | Nyland                |
| Vasa         | Vaasa              | fi–sv | 24,8 %                                      | Österbotten           |
| Västanfjärd  | Västanfjärd        | sv–fi | 87,7 %                                      | Egentliga Finland     |
| Vörå-Maxmo   | Vöyri-Maksamaa     | sv–fi | 85,5 %                                      | Österbotten           |
| Vårdö        | Vårdö              | sv    | 93,1 %                                      | Åland                 |
| Åbo          | Turku              | fi–sv | 5,2 %                                       | Egentliga Finland     |